# 慣性半径
慣性半径（かんせいはんけい、en:Radius of gyration）とは、ある回転軸回りの物体の、ある1点にその物体の全ての質量を集めても、その物体の元の質量分布での慣性モーメントと変わらない、点と回転軸との距離として定義される半径。

## 数学的表現
数学的には、慣性半径は物体の各微小領域の、回転軸ないしは重心との距離に対する二乗平均平方根距離となる。点質量と回転軸との垂直距離と考えてもよい。また、動く点の軌跡を物体として捉える事もでき、その場合にはその点がどのくらい移動したかを表現する代表的な指標として利用することも出来る。
n個の粒子からなる物体を考える。それぞれの粒子の質量を{\displaystyle m}、ある回転軸からの垂直距離を{\displaystyle r_{1},r_{2},r_{3},\dots ,r_{n}}とする。その時、その物体のある回転軸に対する慣性モーメント{\displaystyle I}は以下のように表せる。
{\displaystyle I=m_{1}r_{1}^{2}+m_{2}r_{2}^{2}+\cdots +m_{n}r_{n}^{2}}

ここで全ての粒子の質量が{\displaystyle m}で等しいとすると、慣性モーメントは{\displaystyle I=m(r_{1}^{2}+r_{2}^{2}+\cdots +r_{n}^{2})}として表すことが出来る。
その物体の総質量を{\displaystyle M}とすると、{\displaystyle m=M/n}となるから、以下のように変形できる。
{\displaystyle I=M(r_{1}^{2}+r_{2}^{2}+\cdots +r_{n}^{2})/n}
慣性半径を{\displaystyle R_{\mathrm {g} }^{2}}とすると、慣性半径の定義から上の式を変形して以下の式を得る。
{\displaystyle MR_{\mathrm {g} }^{2}=M(r_{1}^{2}+r_{2}^{2}+\cdots +r_{n}^{2})/n}

これを以下のように変形すると、慣性半径が各質点の二乗平均平方根距離であることを導ける。
{\displaystyle R_{\mathrm {g} }^{2}=(r_{1}^{2}+r_{2}^{2}+\cdots +r_{n}^{2})/n}

({\displaystyle s}, 単位 : nm ないしは m): n個の質点からなる高分子において、各質点の質量を{\displaystyle m_{i}}, {\displaystyle i}=1,2,…,{\displaystyle n}とする。それらが重心から距離{\displaystyle s_{i}}だけ離れている時、慣性半径は全ての質点について{\displaystyle s_{i}^{2}}を質量平均した値の平方根となる。すなわち、
{\displaystyle s=\left(\sum _{i=1}^{n}m_{i}s_{i}^{2}/\sum _{i=1}^{n}m_{i}\right)^{1/2}}

## 構造工学での応用
構造工学における応用は断面回転半径を参照。

## 機械工学での応用
機械工学における応用は断面回転半径を参照。

## 分子での応用
高分子科学においては慣性半径は高分子鎖の空間的な大きさを表現するのに使われる。
ある単一の重合度Nのホモポリマーのある時刻での慣性半径は以下のように定義される。
{\displaystyle R_{\mathrm {g} }^{2}\ {\stackrel {\mathrm {def} }{=}}\ {\frac {1}{N}}\sum _{k=1}^{N}\left|\mathbf {r} _{k}-\mathbf {r} _{\mathrm {mean} }\right|^{2}}
ここで、{\displaystyle \mathbf {r} _{\mathrm {mean} }}はモノマー単位の平均座標である。
以下に示す通り、慣性半径は各モノマー間の距離の平均二乗距離に比例する長さとしても定義できる。
{\displaystyle R_{\mathrm {g} }^{2}\ {\stackrel {\mathrm {def} }{=}}\ {\frac {1}{2N^{2}}}\sum _{i,j}\left|\mathbf {r} _{i}-\mathbf {r} _{j}\right|^{2}}
3つめの方法として、慣性半径は慣性モーメントテンソルの3つの主モーメントの和としても計算することが出来る。
高分子鎖のコンフォメーションは実質的にほぼ無数にあり、時々刻々と変化するため、高分子科学で議論される慣性半径はあるサンプルの全ての高分子の一定時間における平均ということになる。そのため、慣性半径は時間平均ないしはアンサンブルとして測定される。
{\displaystyle R_{\mathrm {g} }^{2}\ {\stackrel {\mathrm {def} }{=}}\ {\frac {1}{N}}\left\langle \sum _{k=1}^{N}\left|\mathbf {r} _{k}-\mathbf {r} _{\mathrm {mean} }\right|^{2}\right\rangle }
ここで、{\displaystyle \langle \ldots \rangle }はアンサンブル平均を表す。
エントロピーに支配されたポリマー鎖（シータ条件とも呼ばれる）は三次元のランダムウォークに従うと考えられている。その時の慣性半径は以下の式で与えられる。
{\displaystyle R_{\mathrm {g} }={\frac {1}{{\sqrt {6}}\ }}\ {\sqrt {N}}\ a}
ここで、{\displaystyle aN}は経路長（contour長）であるが、実効的なセグメント長である{\displaystyle a}はポリマー鎖のしなやかさによって数桁変化する事が知られており、それに応じて{\displaystyle N}も変化する。
慣性半径が重要な特性である理由の一つは、慣性半径が静的光散乱法や、小角中性子散乱や小角X線散乱などで実験的に測定出来ることがある。この事によって、高分子物理の理論家は彼らのモデルが実際と合致しているかどうかを確かめることが出来る。流体力学的半径は数値的に近い概念であり、動的光散乱法で実験的に測定することが出来る。

### ２つの定義が一致する事の導出
高分子科学における慣性半径{\displaystyle R_{\mathrm {g} }^{2}}の２つの定義が一致する事を示すために、まず最初の定義の内部の積を書き下す事から始める。
{\displaystyle R_{\mathrm {g} }^{2}\ {\stackrel {\mathrm {def} }{=}}\ {\frac {1}{N}}\sum _{k=1}^{N}\left(\mathbf {r} _{k}-\mathbf {r} _{\mathrm {mean} }\right)^{2}={\frac {1}{N}}\sum _{k=1}^{N}\left[\mathbf {r} _{k}\cdot \mathbf {r} _{k}+\mathbf {r} _{\mathrm {mean} }\cdot \mathbf {r} _{\mathrm {mean} }-2\mathbf {r} _{k}\cdot \mathbf {r} _{\mathrm {mean} }\right]}
{\displaystyle \mathbf {r} _{\mathrm {mean} }}の定義を利用して、和の計算を実行すると以下の式となる。
{\displaystyle R_{\mathrm {g} }^{2}\ {\stackrel {\mathrm {def} }{=}}\ -\mathbf {r} _{\mathrm {mean} }\cdot \mathbf {r} _{\mathrm {mean} }+{\frac {1}{N}}\sum _{k=1}^{N}\left(\mathbf {r} _{k}\cdot \mathbf {r} _{k}\right)}
一方、２つ目の定義の積を同じように計算すると、以下のように計算できる。
{\displaystyle {\begin{aligned}R_{\mathrm {g} }^{2}\ &{\stackrel {\mathrm {def} }{=}}\ {\frac {1}{2N^{2}}}\sum _{i,j}\left|\mathbf {r} _{i}-\mathbf {r} _{j}\right|^{2}\\&={\frac {1}{2N^{2}}}\sum _{i,j}\left(\mathbf {r} _{i}\cdot \mathbf {r} _{i}-2\mathbf {r} _{i}\cdot \mathbf {r} _{j}+\mathbf {r} _{j}\cdot \mathbf {r} _{j}\right)\\&={\frac {1}{2N^{2}}}\left[N\sum _{i}\left(\mathbf {r} _{i}\cdot \mathbf {r} _{I}\right)-2\sum _{i,j}\left(\mathbf {r} _{i}\cdot \mathbf {r} _{j}\right)+N\sum _{j}\left(\mathbf {r} _{j}\cdot \mathbf {r} _{j}\right)\right]\\&={\frac {1}{N}}\sum _{k}^{N}\left(\mathbf {r} _{k}\cdot \mathbf {r} _{k}\right)-{\frac {1}{N^{2}}}\sum _{i,j}\left(\mathbf {r} _{i}\cdot \mathbf {r} _{j}\right)\\&={\frac {1}{N}}\sum _{k}^{N}\left(\mathbf {r} _{k}\cdot \mathbf {r} _{k}\right)-\mathbf {r} _{\mathrm {mean} }\cdot \mathbf {r} _{\mathrm {mean} }\end{aligned}}}
最後の変形は、i,jについてそれぞれ和を展開することで以下のように変形できる事を利用した。こうして、２つ目の定義と１つ目の定義が一致することが示せた。
{\displaystyle {\begin{aligned}{\frac {1}{N^{2}}}\sum _{i,j}\left(\mathbf {r} _{i}\cdot \mathbf {r} _{j}\right)&={\frac {1}{N^{2}}}\sum _{i}\mathbf {r} _{i}\cdot \left(\sum _{j}\mathbf {r} _{j}\right)\\&={\frac {1}{N}}\sum _{i}\mathbf {r} _{i}\cdot \mathbf {r} _{\mathrm {mean} }\\&=\mathbf {r} _{\mathrm {mean} }\cdot \mathbf {r} _{\mathrm {mean} }\end{aligned}}}

## 地理的なデータ分析での応用
データ分析において慣性半径は地理的な広がりを含む多数の異なる統計を計算するために利用されている。地理的な場所はソーシャルメディアのユーザーから収集され、典型的に彼らがどのユーザーについて言及するかを調査するのに利用されている。この指標はソーシャルメディアでのあるユーザー集団がどのようにプラットフォームを使うかを理解するのに有益になりうる。
{\displaystyle R_{\mathrm {g} }={\sqrt {\frac {\sum _{i=1}^{N}m_{i}(r_{i}-r_{C})^{2}}{\sum _{i=1}^{N}m_{i}}}}}